# 저서생물

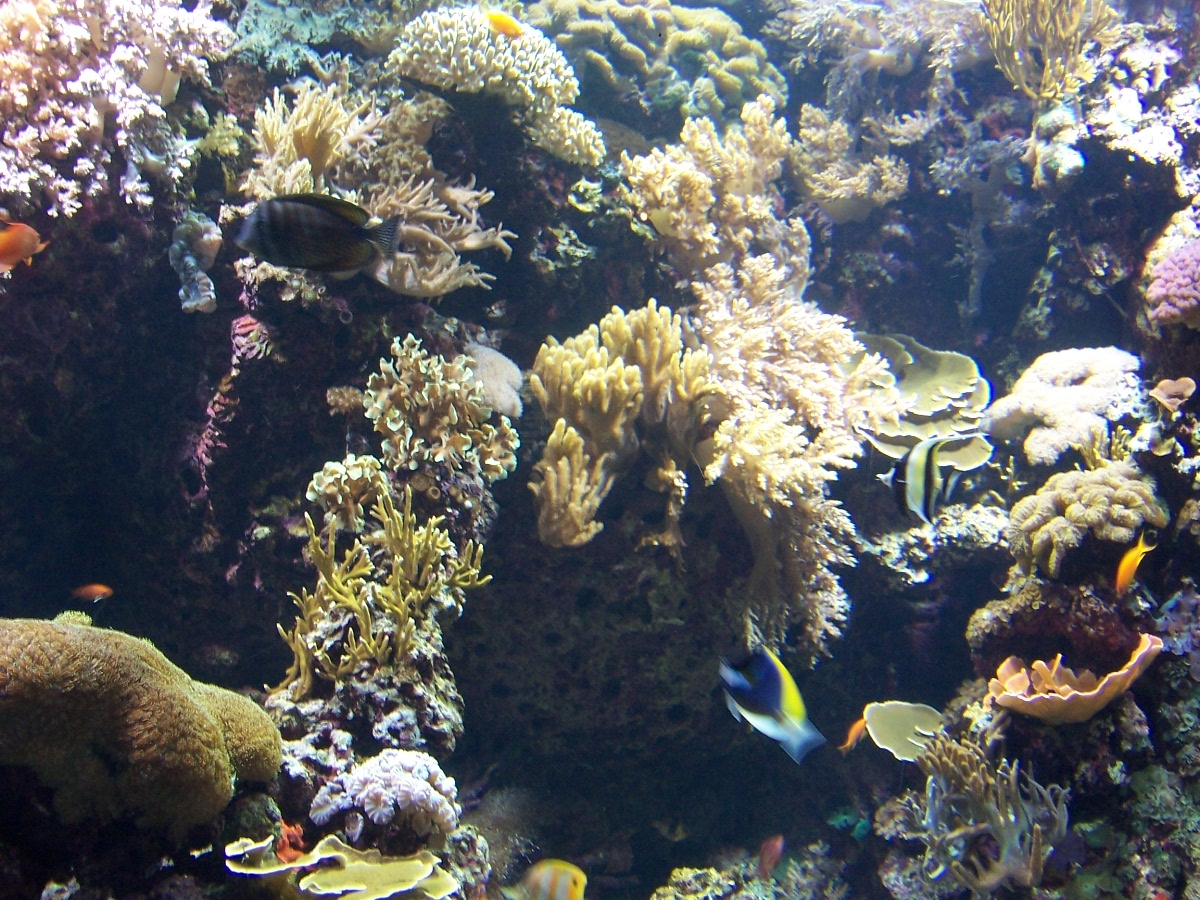

저서생물(低棲生物)은 바다, 강, 호수 또는 하천 등 수체의 바닥에 서식하는 생물들을 아우르는 말이다. 바위, 모래, 진흙, 그리고 콘크리트에 이르기까지 바닥의 종류와 상관이 없으며, 바닥 그 자체 뿐 아니라 바닥쪽에 있는 산호나 해초에서 사는 생물도 포함한다. 연안의 낮은 수심에서부터 심해의 깊은 곳에 이르기까지 서식지가 매우 광대하다.

## 같이 보기
- 무광층
- 심해
- 저어
- 유영동물
- 플랑크톤
- 해수대
- 유광층